# Nixon Perea
Nixon Perea (født 15. august 1973) er en tidligere colombiansk fodboldspiller.